# Toron des Chevaliers
Toron des Chevalier, či jen krátce Toron, byl velký křižácký hrad ležící v dnešním jižním Libanonu, na cestě z přístavu Tyros do Damašku. Hrad byl mocenským centrem křižáckého Toronského panství, náležícího k Jeruzalémskému království.

## Hrad
Hrad Toron se tyčí nad skalním srázem severně od vesnice Tibnin, ve výšce 725 metrů nad mořem. Jeho půdorys má elipsovitý tvar. Hrad míval až dvanáct pravoúhlých věží a jedním donjonem na jižní straně. Roku 1266 byl mamlúky hrad zničen. O 500 let později, v polovině 18. století byl hrad během povstání Arabů proti osmanské nadvládě znovu postaven jedním místním šíitským šejkem. Ten zbytky středověkého opevnění užil pro přestavbu pevnosti, proto v současnosti hrad nese především znaky osmanské vojenské architektury.

## Historie
Hrad založil roku 1105 Hugues de Saint-Omer, druhý galilejský kníže, aby podpořil dobytí přístavního města Tyros křižáckými vojsky, podporovanými benátským loďstvem. Po Huguesově smrti roku 1107 zůstal Toron bez dědice a tudíž i téměř bez obránců, čehož využil emír Izz al-Mulk, který se chtěl hradu zmocnit. Jeruzalémský král Balduin však Toron udělil v léno baronu Gervais de Bazoches, který byl krátce poté v Damašku popraven. Někdy před rokem 1109 se novým pánem z Toronu stal normanský rytíř Onfroy. Toron se tak stal nezávislým panstvím. Po Onfroyi I. se, kolem roku 1137, vlády v panství ujal jeho syn Onfroy II.
Město Banias, které roku 1128 mocná muslimská sekta assassinů předala jeruzalémsku králi Balduinovi II., bylo kolem roku 1148 připojeno k Toronskému panství, když se Onfroy II. oženil s dcerou Reniera Bruse, pána Baniasu and Assebebu. V roce 1157 Onfroy II. prodal část Baniaského panství a hrad Chastel Neuf rytířskému řádu johanitů. Samotný Banias zůstal součástí Toronského panství až do roku 1164, kdy Banias dobyl aleppský sultán Núr ad-Dín a když se město křižákům podařilo dobýt nazpět, již se nestalo součástí Toronu, ale připadlo k panství Joscelina z Edessy.

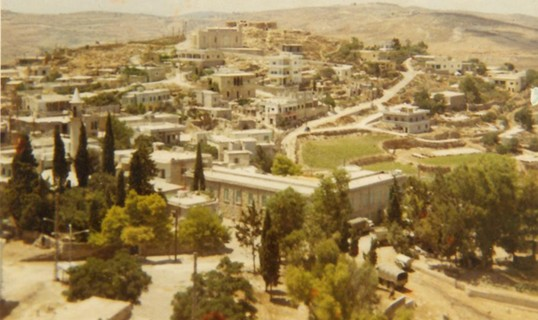
Výhled z hradu Toron na vesnici Tibnin, 1969

Páni z Toronu patřili k jedněm z nejvlivnějších baronů v Jeruzalémském království; například Onfroy II. z Toronu zastával v letech 1152-1179 úřad jeruzalémského konetábla. Vzhledem k tomu, že syn Onfroye II. Onfroy III. zemřel dříve, než jeho otec, nastoupil po smrti Onfroye II. roku 1179 jeho vnuk Onfroy IV. Ten také nesl titul barona zajordánského, který zdědil po své matce Stefanii. Onfroy IV. se oženil s princeznou Isabelou, dcerou jeruzalémského krále Amauryho I. Hrad Toron se tak dostal do královského majetku, avšak titul pána z Toronu se Onfroyovi vrátil po jejich rozvodu roku 1190. Toron zůstával v křižáckých rukách do roku 1187, kdy jej dobyl sultán Saladin poté, co celou jeruzalémskou armádou rozdrtil v bitvě u Hattínu. Muslimové tak od křižáků nazpět dobyli téměř celé palestinské území. O deset let později, roku 1197, byl hrad Toron znovu obležen, tentokrát německým kontingentem říšské křížové výpravy, který po strastiplné cestě dorazil až do Svaté země. Saladinova posádka však pevnost dokázala ubránit, dokud Toronu nedorazily posily z Egypta.
Roku 1219 dal damašský sultán al-Mu'azzam Ajjúb tajně zničit obranné hradby hradu Toron, stejně jako Jeruzaléma, Belvoiru či Safedu a dalších pevností z obavy, aby je předvoj páté křížové výpravy, který se nedávno před tím vylodil v Palestině, nedobyl a nevyužil proti němu. Navíc sultán stejně nebyl schopen uvolnit armádu na obranu syrských a palestinských hradu a měst před křižáky, kteří napadli Egypt.
Navzdory těžkému poškození, se hrad Toron a ostatní pevnosti roku 1229, dva roky po smrti sultána al-Mu'azzam, na základě smlouvy mezi římsko-německým císařem Fridrichem II. a egyptským sultánem al-Kamilem dostal zpět pod nadvládu křesťanů. Protože Toron a území bývalého Joscelinova panství už roku 1220 odkoupil řád německých rytířů, došlo ke sporu mezi německými rytíři a Alicí Arménskou, jež byla neteří Onfroye IV. a titulární dědičkou Toronského panství. Alice se se svým nárokem obrátila na jeruzalémskou Královskou radu a císař Fridrich II. panství přiřkl jí. Roku 1239 vypršelo příměří mezi křižáky a muslimy, vyjednané Fridrichem II., a Toron znovu padl do rukou Ajjúbovců. O dva roky později, roku 1241, se hrad Toron opět dostal pod vládu křižáků, tentokrát díky smlouvě mezi římsko-německým králem Richardem Cornwallským a egyptským sultánem as-Sálihem.
Roku 1244 křižácké hrady musely čelit obrovské armádě kvarismanských Turků ve službách Egypta, kteří přitáhli až Chorásánu, kde jejich Chórezmskou říši zničili Mongolové. Kvarismanští Turci zaútočili na Jeruzalém, který kompletně vyplenili. Nicméně Toron i nadále zůstával v rukách křižáckých Franků, navzdory několika obléháním ze strany egyptských mamlúků vedených sultánem Bajbarsem. Tomu se podařilo hrad postupně izolovat. Roku 1266 přitáhl i s armádou k hradu a začal vyjednávat s posádkou o kapitulaci. Tehdy Bajbars projevil jedno ze svých vzácných milosrdenství, když nevelké franské posádce dovolil v míru odejít, výměnou za kapitulaci. Křižáci tak kontrolu nad hradem Toron definitivně ztratili.